# Échec à l'organisation
Pour plus de détails, voir Fiche technique et Distribution.
Échec à l'organisation (The Outfit) est un film américain réalisé par John Flynn et sorti en 1973. Il s'agit d'une adaptation du roman La Clique de Richard Stark (pseudonyme de Donald E. Westlake) faisant partie de la série littéraire mettant en scène le personnage de Parker (ici renommé Earl Macklin).

## Synopsis
Sorti de prison où il a passé cinq ans, Earl Macklin décide de venger son frère Eddie, tué par la mafia de Chicago après avoir braqué une bande servant à blanchir l'argent sale. Pour se venger et se sachant menacé, Earl décide d'attaquer d'autres établissements de l'organisation.

## Fiche technique
- Titre : Échec à l'organisation
- Titre original : The Outfit
- Réalisation : John Flynn
- Scénario : John Flynn, d’après le roman The Outfit de Richard Stark
- Musique : Jerry Fielding
- Photographie : Bruce Surtees
- Montage : Ralph E. Winters
- Production : Carter DeHaven
- Sociétés de production : Aurora Enterprises et Metro-Goldwyn-Mayer
- Société de distribution : Metro-Goldwyn-Mayer
- Pays de production :  États-Unis
- Langue originale : anglais
- Format : Couleur - Mono - 35 mm - 1.85:1
- Genre : policier, thriller
- Durée : 103 min
- Date de sortie :
  - États-Unis : 19 octobre 1973
  - France : 23 juillet 1975

## Distribution
- Robert Duvall  (VF : Francis Lax)  : Earl Macklin
- Karen Black (VF : Marion Loran) : Bett Harrow
- Joe Don Baker (VF : Jacques Richard) : Cody
- Robert Ryan (VF : Jean Martinelli) : Mailer
- Timothy Carey (VF : Michel Gatineau) : Frank Menner
- Joanna Cassidy (VF : Laure Santana) : Rita Mailer
- Richard Jaeckel (VF : Michel Bedetti) : Kimmie Cherney
- Sheree North (VF : Michèle Bardollet) : la femme de Buck
- Bill McKinney (VF : Georges Atlas) : Buck
- Marie Windsor : Madge Coyle
- Bern Hoffman (VF : Claude Bertrand) : Jim Sinclair
- Jane Greer : Alma Macklin
- Emile Meyer (VF : Michel Gudin) : Amos Hopper
- Henry Jones : le docteur
- Roy Jenson (VF : Serge Lhorca) : Al
- Felice Orlandi : Frank Orlandi
- Tom Reese (VF : Denis Savignat) : un tueur à gages
- Elisha Cook : Carl
- Anita O'Day : Anita O'Day
- Tony Young : un comptable
- Roland La Starza : un tueur à gages

## Production
Il s'agit d'une adaptation du roman The Outfit de la série Parker de Richard Stark qui a été traduit en français sous le titre La Clique dans la collection Série noire en 1964 et réédité sous le titre Parker part en croisade dans la collection Carré noir en 1974. Dans le film, le personnage de Parker n'est cependant pas utilisé et est remplacé par un gangster du nom de Macklin incarné par Robert Duvall.
Le tournage a lieu à Los Angeles (Downtown, San Pedro, Holmby Hills).

## Accueil
Roger Ebert donne au film la note de 3.5⁄4 et écrit notamment : « un film d'action de grande classe, très bien réalisé et joué. » Cependant, on peut lire dans Time : {{citation-Le réalisateur Flynn réalise un film qui a déjà été vu, sans la compétence ni l'esprit qui distinguaient d'excellents prédécesseurs tels que Le Point de non-retour et La Loi du milieu.}} Dans The New York Times, Vincent Canby écrit quant à lui « Échec à l'organisation n'est pas vraiment un mauvais film. Il n'échoue pas dans une tentative de faire quelque chose au-delà de ses moyens. Il n'essaie de rien faire d'autre que de passer le temps, ce qui n'est tout simplement pas suffisant lorsque la plupart d'entre nous ont accès à la télévision. »
À l'instar du film Les Copains d'Eddie Coyle (1973, Peter Yates) et d'autres films policiers des années 1970, Échec à l'organisation fait partie des films recommandés par les critiques du XXIe siècle.
Quentin Tarantino consacre un chapitre au film dans son livre Cinéma spéculations (2022). Selon le cinéaste, il s'agit probablement du meilleur film mettant en scène le personnage de Parker.